# Ozero Visiaty
Ozero Visiaty (ryska: Озеро Висяты) är en sjö i Belarus.   Den ligger i voblasten Vitsebsks voblast, i den norra delen av landet, 180 km norr om huvudstaden Minsk. Ozero Visiaty ligger 139 meter över havet. Arean är 0,60 kvadratkilometer. Den sträcker sig 0,8 kilometer i nord-sydlig riktning, och 1,1 kilometer i öst-västlig riktning.
Omgivningarna runt Ozero Visiaty är en mosaik av jordbruksmark och naturlig växtlighet. Runt Ozero Visiaty är det glesbefolkat, med 19 invånare per kvadratkilometer.